# Nixon Molina
Nixon Andrés Molina Torres (Esmeraldas, Ecuador, 26 de marzo de 1993) es un futbolista ecuatoriano. Juega como centrocampista y su equipo actual es Orense Sporting Club de la Serie A de Ecuador.

## Trayectoria

### Inicios
Comenzó su carrera en el Club Social y Deportivo Brasil en 2009, donde permaneció hasta 2011. Posteriormente, se trasladó al Deportivo Colón en 2011 y al Atlético Brasil en 2012. En ese mismo año, se unió al Deportivo Quito, consolidando su presencia en el fútbol ecuatoriano. Su trayectoria continuó con pasos por Cumandá en 2013-2014 y Deportivo Sarayaku de 2014 a 2015. Tras un período de ausencia, regresó al escenario futbolístico en 2017 con el 5 de agosto. Luego, se unió al Santa Rita en 2018, donde destacó durante la temporada 2018-2019.

### Barcelona

#### Temporada 2020
En 2020, fue contratado por el Barcelona de la Serie A de Ecuador. Su debut con el conjunto canario fue el 16 de febrero en un empate 0-0 ante Técnico Universitario por la primera jornada del Campeonato Ecuatoriano de Fútbol. Debutó al nivel internacional el 17 de septiembre, durante la tercera jornada de la fase de grupos de la Copa Libertadores ante Junior de Barranquilla en una derrota 1-2, en ese torneo Molina disputó tres encuentros, aunque Barcelona no logró avanzar a los octavos de final, quedando en el último lugar de la fase de grupos del grupo A.
Anotó su primer gol con Barcelona el 15 de noviembre ante El Nacional, contribuyendo a un empate 1-1 en la séptima jornada de la segunda etapa del Campeonato Ecuatoriano. El 16 de diciembre, anotó su segundo gol en el Campeonato Ecuatoriano en la victoria 3-0 sobre Mushuc Runa, asegurando la clasificación de Barcelona a la final del Campeonato y a la Copa Libertadores del año siguiente. Al finalizar la temporada se consagró campeón con Barcelona de la Serie A de Ecuador, al derrotar en la final a Liga Deportiva Universitaria mediante la tanda de penales.

#### Temporada 2021
La temporada 2021 fue bastante aceptable para Molina, Barcelona llegó hasta las semifinales de la Copa Libertades eliminando a Fluminense de Brasil, no obstante fue eliminado en dicha instancia por Flamengo. También fue subcampeón de la Supercopa de Ecuador, tras perder la final ante Liga Deportiva Universitaria. Por su parte Molina jugó 28 encuentros y anotó un gol en el Campeonato Ecuatoriano, mientras que en la Copa Libertadores disputó 11 encuentros sin anotar goles.

#### Temporada 2022
En la temporada 2022, jugó con Barcelona la Copa Libertadores, sin embargo fueron eliminados en la primera fase por Montevideo City Torque, siendo relegados a la Copa Sudamericana, en dicho torneo anotó su primer gol al nivel internacional ante Metropolitanos de Venezuela por la tercera jornada de fase de grupos, la cual fue victoria 1-0 a favor de su equipo. En diciembre de ese año salió de Barcelona debido a que no fue tomado en cuenta por entrenador Fabián Bustos y su relación con la hinchada del equipo estaba deteriorada, siendo criticado por su estado físico y rendimiento en la cancha. En esa temporada obtuvo el subcampeonato de la Serie A, tras perder la final con Aucas.

### Delfín
El 17 de enero de 2023, fue presentado como nuevo refuerzo de Delfín. Su debut con el cetáceo tuvo lugar el 27 de febrero, actuando como suplente del jugador Maikel Reyes en el empate 1-1 frente a Orense, correspondiente a la primera jornada del Campeonato Ecuatoriano. El 18 de marzo, durante la segunda fecha del torneo, anotó su primer gol en la victoria 3-2 ante Libertad de Loja. También marcó frente a Emelec, convirtiendo el primer gol de penal en la victoria 3-2 como local en la cuarta jornada del Campeonato Ecuatoriano. Asimismo, contribuyó con el único gol en la victoria de su equipo 1-0 contra Gualaceo en la fecha 12 del campeonato.
También participó en la Copa Sudamericana, sin embargo su equipo fue eliminado en la fase preliminar por Liga Deportiva Universitaria. 
Al término de la temporada, se desvinculó de Delfín, tras no entrar en los planes del club para la siguiente temporada.

## Estadísticas

### Clubes
Actualizado al último partido disputado el 16 de agosto de 2025.
| Deportivo Colón · Ecuador    | 3.ª                 | 2011                | 4   | 0  | — | — | —  | — | 4   | 0  |
| Deportivo Colón · Ecuador    | Total club          | Total club          | 4   | 0  | 0 | 0 | 0  | 0 | 4   | 0  |
| Cumandá · Ecuador            | 3.ª                 | 2013                | 19  | 2  | — | — | —  | — | 19  | 2  |
| Cumandá · Ecuador            | Total club          | Total club          | 19  | 2  | 0 | 0 | 0  | 0 | 19  | 2  |
| Deportivo Sarayaku · Ecuador | 3.ª                 | 2014                | 11  | 5  | — | — | —  | — | 11  | 5  |
| Deportivo Sarayaku · Ecuador | 3.ª                 | 2015                | 14  | 5  | — | — | —  | — | 14  | 5  |
| Deportivo Sarayaku · Ecuador | Total club          | Total club          | 25  | 10 | 0 | 0 | 0  | 0 | 25  | 10 |
| 5 de Agosto · Ecuador        | 3.ª                 | 2017                | 22  | 7  | — | — | —  | — | 22  | 7  |
| 5 de Agosto · Ecuador        | Total club          | Total club          | 22  | 7  | 0 | 0 | 0  | 0 | 22  | 7  |
| Santa Rita · Ecuador         | 2.ª                 | 2018                | 31  | 4  | — | — | —  | — | 31  | 4  |
| Santa Rita · Ecuador         | 2.ª                 | 2019                | 30  | 9  | 3 | 1 | —  | — | 33  | 10 |
| Santa Rita · Ecuador         | Total club          | Total club          | 61  | 13 | 3 | 1 | 0  | 0 | 64  | 14 |
| Barcelona S. C. · Ecuador    | 1.ª                 | 2020                | 24  | 2  | — | — | 3  | 0 | 27  | 2  |
| Barcelona S. C. · Ecuador    | 1.ª                 | 2021                | 28  | 2  | 2 | 0 | 11 | 0 | 41  | 2  |
| Barcelona S. C. · Ecuador    | 1.ª                 | 2022                | 21  | 1  | 1 | 1 | 8  | 1 | 30  | 3  |
| Barcelona S. C. · Ecuador    | Total club          | Total club          | 73  | 5  | 3 | 1 | 22 | 1 | 98  | 7  |
| Delfín S. C. · Ecuador       | 1.ª                 | 2023                | 23  | 3  | — | — | 1  | 0 | 24  | 3  |
| Delfín S. C. · Ecuador       | Total club          | Total club          | 23  | 3  | 0 | 0 | 1  | 0 | 24  | 3  |
| Libertad F. C. · Ecuador     | 1.ª                 | 2024                | 26  | 4  | 3 | 0 | —  | — | 29  | 4  |
| Libertad F. C. · Ecuador     | Total club          | Total club          | 26  | 4  | 3 | 0 | 0  | 0 | 29  | 4  |
| Orense · Ecuador             | 1.ª                 | 2025                | 23  | 1  | 0 | 0 | 0  | 0 | 23  | 1  |
| Orense · Ecuador             | Total club          | Total club          | 23  | 1  | 0 | 0 | 0  | 0 | 23  | 1  |
| Total en su carrera          | Total en su carrera | Total en su carrera | 276 | 45 | 9 | 2 | 23 | 1 | 308 | 48 |
| 1. 2.                        |                     |                     |     |    |   |   |    |   |     |    |

## Palmarés

### Campeonatos provinciales
| Título                       | Club    | Año  |
| ---------------------------- | ------- | ---- |
| Segunda Categoría de Pastaza | Cumandá | 2013 |

### Campeonatos nacionales
| Título             | Club            | País    | Año  |
| ------------------ | --------------- | ------- | ---- |
| Serie A de Ecuador | Barcelona S. C. | Ecuador | 2020 |